# 중력파
중력파(重力波, 영어: gravitational waves)는 움직이는 물체(질량)에 의하여 시공간 중력장의 곡률(뒤틀림)에 발생한 요동이 광속으로 진행하는 파동을 말한다. '중력복사'(重力輻射)는 이러한 중력파에 의해 전달되는 에너지를 말한다. 중력파를 방출하는 계(system)의 대표적인 예는 백색왜성, 또는 중성자별이나 블랙홀을 포함한 이중성계이다.

## 역사
중력파의 존재 가능성은 1893년 올리버 헤비사이드가 중력 공식과 정전기력 공식(역제곱 법칙)의 유사성에 기대어 처음 유추한 것으로 확인되며, 1905년에 프랑스 수학자 앙리 푸앵카레는 보다 구체적으로, 로런츠 대칭성에 따라 중력파가 빛의 속력으로 전파되며, 전자가 가속하여 전자기파가 만들어지는 것처럼 질량이 가속하여 중력파가 만들어진다고 제안하였다.
현행 중력파 이론은 알베르트 아인슈타인의 새로운 중력 이론인 일반 상대성 이론이 제공한다. 1916년에 아인슈타인은 적절한 일차 근사를 취하면 자신의 중력장 방정식(아인슈타인 방정식)이 파동 방정식으로 바뀐다는 것을 보이고, 이를 기반으로 중력파 이론을 구상하였다. 여기에는 중력의 속도(광속) 등 중요한 결론이 포함되어 있다. 당초에는 3가지 유형의 중력파(헤르만 바일은 여기에, "종-종(longitudinal-longitudinal), 횡-종(transverse-longitudinal), 횡-횡(transverse-transverse)" 유형이라는 이름을 붙였다.)가 제안되었으나, 이후 아인슈타인과 에딩턴은 각각 1918년과 1922년 각기 다른 이유로 횡-횡 유형을 제외한 나머지는 가상의 것임을 밝혔다. 이처럼, 아인슈타인이 초기에 구축하였던 중력파 이론은 좌표 선택에 크게 의존하는 등의 문제로 학계에서 혼란을 일으켰다. 예를 들어, 1936년 아인슈타인과 로젠은 중력파가 존재하지 않는다는 결론에 일시적으로 도달하기도 하였다. 이러한 상황은 1956년 펠릭스 피라니(Felix Pirani)가 중력파가 좌표 선택으로 상쇄되지 않음을 보이고, 1960년대까지 중력파가 실제로 전달하는 에너지에 관한 이론이 발전하면서 점차 해소되었다.
중력파를 검출하려는 노력은 1970년 조셉 웨버(Joseph Weber)가 웨버 막대 장치를 개발하면서 처음 이루어졌으나, 궁극적으로 실패적이었다. 하지만 웨버의 시도는 이후 중력파의 검출에 관한 다양한 이론이 정립되는 결과를 낳았다. 이후, 1974년 러셀 헐스와 조지프 테일러가 발견한 쌍성 펄사(PSR B1913+16)의 궤도 감쇠 현상(orbital decay)으로부터 처음으로 중력파의 존재가 간접적으로 확인되었고 1993년 이들은 노벨 물리학상을 수상하였다. 결국, 2016년 2월 레이저 간섭계 중력파 관측소(LIGO)에서 직접적으로 중력파를 검출하는 데 성공하였다. 이 발견과 관련된 핵심적인 세 인물(라이너 바이스, 배리 배리시, 킵 손)은 2017년 10월 노벨 물리학상을 수상하였다.

## 개요
아인슈타인의 일반 상대성 이론에 의하면, 중력은 시공간의 곡률(뒤틀림)에 의하여 발생한다. 시공간의 곡률은 질량에 의하여 발생하므로, 질량을 가지는 물체가 시공간에서 이동하면 시공간의 곡률도 변동이 된다. 질량을 가지는 물체가 가속운동을 하면 시공간의 곡률 변동이 파동의 형태로 전파하는데 이를 중력파라고 한다. 중력파의 속도는 빛(전자기파)의 속도와 같다.
반면 아인슈타인의 상대성 이론이 등장하기 전, 물리학계를 지배했던 이른바 뉴턴 물리학(고전 역학)에서는 중력장의 전파에 시간이 걸리지 않으므로, 중력파라는 것이 존재할 수 없다.
음파가 공기를 압축·확장하듯이 중력파는 공간을 수축 및 팽창시키는 것으로 알려져 있다.

## 관측

### 간접적 관측
1974년 러셀 앨런 헐스와 조지프 후턴 테일러 주니어 펄사의 쌍성계인 PSR B1913+16을 발견하고 그 자전주기와 펄스 방출주기를 정밀하게 측정하여 그 궤도주기가 점차 짧아지고 있음을 밝혀냈다. 쌍성 펄사의 공전주기가 감소하는 현상은 중력파를 통해 에너지가 밖으로 방출되었다고 볼 때, 일반 상대성 이론이 예측하는 값과 오차범위 내에서 일치했다. 이 업적으로 두 사람은 '중력 연구의 새로운 가능성을 여는 신형 쌍성 펄사의 발견'으로 노벨 물리학상(1993년)을 수상하였다.

### 직접적 관측

워싱턴주 핸포드(좌)와 루지애너주 리빙스톤(우)의 LIGO 검출기에 의한 중력파 측정값과 이론 예측값과의 비교.

일반 상대성 이론이 나온지 1세기가 지난 2016년 2월 12일, LIGO에서는 지구로부터 13억 광년 떨어져 있는 2개의 블랙홀이 결합하면서 발생하는 중력파를 직접 검출하였다고 발표하였다.

## 같이 보기
- 중력파 관측
- 음파